# Violet Evergarden
Violet Evergarden (japonsky ヴァイオレット・エヴァーガーデン, Vaioretto Evágáden) je japonská série light novel, kterou napsala Kana Akacuki a ilustrovala Akiko Takase. Série vyhrála hlavní cenu na pátém ročníku ocenění Kyoto Animation Award konaném v roce 2014 a stala se prvním dílem, jež cenu získalo ve všech třech kategoriích (román, scénář a manga). Kyoto Animation vydalo první light novelu 25. prosince 2015 pod svoji značkou KA Esuma Bunko.
Na motivy light novel vznikl 13dílný televizní anime seriál, který vytvořilo Kyoto Animation. Seriál byl premiérově vysílán od ledna do dubna 2018, přičemž jeho první díly byly promítány už v roce 2017. OVA epizoda byla vydána v červenci 2018. Spin-offový anime film byl v japonských kinech uveden v září 2019 a druhý anime film, Gekidžóban Violet Evergarden, byl vydán v září 2020.

## Postavy

### Hlavní postavy
- Violet Evergarden (japonsky ヴァイオレット・エヴァーガーデン, Vaioretto Evágáden)

Dabing: Jui Išikawa
- Gilbert Bougainvillea (japonsky ギルベルト・ブーゲンビリア, Giruberuto Búgenbiria)

Dabing: Daisuke Namikawa

### Poštovní společnost CH
- Claudia Hodgins (japonsky クラウディア・ホッジンズ, Kuraudia Hodždžinzu)

Dabing: Takehito Kojasu
- Cattleya Baudelaire (japonsky カトレア・ボードレール, Katorea Bódoréru)

Dabing: Aja Endó
- Benedict Blue (japonsky ベネディクト・ブルー, Benedikuto Burú)

Dabing: Kóki Učijama
- Erica Brown (japonsky エリカ・ブラウン, Erika Buraun)

Dabing: Minori Čihara
- Iris Cannary (japonsky アイリス・カナリー, Airisu Kanarí)

Dabing: Haruka Tomacu

### Ostatní postavy
- Dietfried Bougainvillea (japonsky ディートフリート・ブーゲンビリア, Dítofuríto Búgenbiria)

Dabing: Hidenobu Kiuči
- Luculia Marlborough (japonsky ルクリア・モールバラ, Rukuria Mórubara

Dabing: Azusa Tadokoro
- Charlotte Abelfreyja Drossel (japonsky シャルロッテ・エーベルフレイヤ・ドロッセル, Šarurotte Éberufureija Dorosseru)

Dabing: Megumi Nakadžima
- Leon Stephanotis (japonsky リオン・ステファノティス, Reon Sutefanotisu)

Dabing: Júto Uemura
- Oscar Webster (japonsky オスカー・ウェブスター, Osuká Webusutá)

Dabing: Satoši Taki
- Anne Magnolia (japonsky アン・マグノリア, An Magunoria)

Dabing: Sumire Morohoši
- Clara Magnolia (japonsky クラーラ・マグノリア, Kurára Magunoria)

Dabing: Ajako Kawasumi
- Aiden Field (japonsky エイダン・フィールド, Eidan Fírudo)

Dabing: Šintaró Asanuma
- Isabella York (japonsky イザベラ・ヨーク, Izabera Jóku)

Dabing: Minako Kotobuki
- Taylor Bartlett (japonsky テイラー・バートレット, Teirá Bátoretto)

Dabing: Aoi Júki

## Média

### Light novely
| Č.     | Datum vydání      | ISBN              |
| ------ | ----------------- | ----------------- |
| 1      | 25. prosince 2015 | 978-4-907064-43-3 |
| 2      | 26. prosince 2016 | 978-4-907064-44-0 |
| Gaiden | 23. března 2018   | 978-4-907064-81-5 |
| 3      | 27. března 2020   | 978-4-910052-04-5 |

### Anime seriál
Anime adaptace byla oznámena v květnu 2016 prostřednicím komerčního videa prvního svazku light novel. V červnu 2017 studio Kyoto Animation oznámilo, že první epizoda seriálu bude mít celosvětovou premiéru v roce 2017 na conech Anime Expo, AnimagiC a C3 AFA Singapore. Druhá epizoda byla promítána 21. října 2017 na událostech KyoAni a Do Fan Days a třetí 10. prosince 2017 v pěti kinech po celém Japonsku. 13dílný seriál byl premiérově vysílán od 11. ledna do 5. dubna 2018. OVA byla vydána 4. července 2018, a to v poslední Blu-ray a DVD edici. Seriál režíroval Taiči Išidate a napsala Reiko Jošida, postavy navrhla Akiko Takase a hudbu složil Jóta Curuoka. Za úvodní znělkou „Sincerely“ stojí True a za závěrečnou znělkou „Mičiširube“ (みちしるべ) Minori Čihara.
Dne 11. ledna 2018 začala služba Netflix streamovat seriál po celém světě kromě Spojených států a Austrálie, kde jej streamovala až od 5. dubna 2018. Anime Limited získalo práva na distribuci seriálu na domácím videu ve Spojeném království a Irsku, přičemž první epizodu premiérově promítalo 28. října 2017 na události MCM London Comic Con. Madman Entertainment získalo práva pro distribuci na domácím videu v Austrálii a na Novém Zélandu.

#### Seznam dílů
| Č. v seriálu | Původní název                                                                                      | Režie                                       | Scénář           | Premiéra v Japonsku |
| ------------ | -------------------------------------------------------------------------------------------------- | ------------------------------------------- | ---------------- | ------------------- |
| 1            | „Aišiteru“ to Džidó šuki ningjó 「愛してる」と自動手記人形                                         | Taiči Išidate, Haruka Fudžita a Šinpei Sawa | Reiko Jošida     | 11. ledna 2018      |
| 2            | „Modotte konai“ 「戻って来ない」                                                                   | Haruka Fudžita                              | Reiko Jošida     | 18. ledna 2018      |
| 3            | „Anata ga joki Džido šuki ningjó ni narimasu jó ni“ 「あなたが、良き自動手記人形になりますように」 | Norijuki Kitanohara                         | Tacuhiko Urahata | 25. ledna 2018      |
| 4            | Kimi wa dógudenaku, sono na ga niau hito ni narunda 君は道具でなく、その名が似合う人になるんだ     | Šinpei Sawa                                 | Reiko Jošida     | 1. února 2018       |
| 5            | Hito o musubu tegami o kaku no ka? 人を結ぶ手紙を書くのか？                                        | Haruka Fudžita a Šinpei Sawa                | Takaaki Suzuki   | 8. února 2018       |
| 6            | Doko ka no hošizora no šita de どこかの星空の下で                                                  | Jošidži Kigami                              | Tacuhiko Urahata | 15. února 2018      |
| 7            | —                                                                                                  | Takuja Jamamura                             | Reiko Jošida     | 22. února 2018      |
| 8            | —                                                                                                  | Šinpei Sawa                                 | Reiko Jošida     | 1. března 2018      |
| 9            | Vaioretto Evágáden ヴァイオレット・エヴァーガーデン                                                | Jasuhiro Takemoto                           | Reiko Jošida     | 8. března 2018      |
| 10           | Aisuru hito wa zutto mimamotteiru 愛する人はずっと見守っている                                     | Taiči Ogawa                                 | Reiko Jošida     | 15. března 2018     |
| 11           | Mó, dare mo šinasetakunai もう、誰も死なせたくない                                                 | Norijuki Kitanohara                         | Tacuhiko Urahata | 22. března 2018     |
| 12           | —                                                                                                  | Šinpei Sawa s Takuja Jamamura               | Takaaki Suzuki   | 29. března 2018     |
| 13           | Džidó šuki ningjó to „Aišiteru“ 自動手記人形と「愛してる」                                         | Taiči Išidate a Haruka Fudžita              | Reiko Jošida     | 5. dubna 2018       |
| OVA          | Kitto „ai“ o širu hi ga kuru no darou きっと"愛"を知る日が来るのだろう                             | Taiči Išidate, Haruka Fudžita a Taiči Ogawa | Tacuhiko Urahata | 4. července 2018    |

### Anime filmy
Spin-offový animovaný film Violet Evergarden: Věčnost a Píšící panenka (japonsky ヴァイオレット・エヴァーガーデン 外伝 - 永遠と自動手記人形, Vaioretto Evágáden Gaiden: Eien to Džidó šuki ningjó) měl premiéru 3. srpna 2019 na německém conu AnimagiC a v japonských kinech byl uveden 6. září téhož roku. Režíroval jej Haruka Fudžita, jenž se dříve podílel i na režii seriálu. V titulcích filmu je uctěna památka obětem žhářského útoku na Kyoto Animation. Společnost Madman Entertainment licencovala film v Austrálii a na Novém Zélandu; v Austrálii měl premiéru 5. prosince 2019 a na Novém Zélandu 12. prosince 2019. Funimation promítalo film ve Spojených státech na začátku roku 2020 a Anime Limited jej distribuovalo ve Spojeném království a Irsku, kde proběhla 1. března 2020 na Glasgowském filmovém festivalu jeho premiéra.
Součástí obalu light novely Violet Evergarden Gaiden bylo oznámení, že se pracuje na novém animovaném projektu. V červenci 2018 bylo na speciální události věnované sérií Violet Evergarden odhaleno, že se bude jednat o nový anime film. Druhý spin-offový film Violet Evergarden: film (japonsky 劇場版 ヴァイオレット・エヴァーガーデン, Gekidžóban Vaioretto Evágáden) měl premiéru 18. září 2020. Původně měl být promítán už 10. ledna 2020, kvůli žhářskému útoku na animační studio byla jeho premiéra odložena na 24. dubna 2020. Ta následně byla odložena ještě jednou, a to na 18. září 2020 kvůli pandemii covidu-19. Oficiální youtubový kanál studia Kyoto Animation zveřejnil 8. října 2020 prvních deset minut filmu.
| Č. | Původní název                                                                                                   | Český název                                 | Režie                                                                 | Scénář                            | Premiéra v Japonsku |
| -- | --- | ------------------------------------------- | --------------------------------------------------------------------- | --------------------------------- | ------------------- |
| 1  | Vaioretto Evágáden Gaiden: Eien to Džidó šuki ningjó ヴァイオレット・エヴァーガーデン 外伝 - 永遠と自動手記人形 | Violet Evergarden: Věčnost a Píšící panenka | Haruka Fudžita, Minoru Óta, Naoko Jamada a Takuja Jamamura            | Takaaki Suzuki a Tacuhiko Urahata | 6. září 2019        |
| 2  | Gekidžóban Vaioretto Evágáden 劇場版 ヴァイオレット・エヴァーガーデン                                           | Violet Evergarden: film                     | Taiči Išidate, Taiči Ogawa, Minoru Óta, Šinpei Sawa a Takuja Jamamura | Reiko Jošida                      | 18. září 2020       |

## Přijetí
Film Violet Evergarden: Věčnost a Píšící panenka měl být v japonských kinech promítán pouze po dobu dvou týdnů. Ve svém prvním týdnu se však umístil na šestém místě v japonském žebříku tržeb, díky čemuž byl v kinech promítán o něco déle. Film nakonec v Japonsku utržil 831 milionů jenů.
Film Violet Evergarden: film utržil během pětidenních prázdnin v Japonsku 559 milionů jenů a umístil se na druhém místě žebříčku tržeb za filmem Tenet. Zároveň překonal tržby prvního filmu Violet Evergarden: Věčnost a Píšící panenka. Po dobu deseti týdnů se film držel v japonském žebříčku tržeb na pozici deseti nejlepších filmů. Během nich prodal 1,45 milionu lístků a s utrženými 2,13 miliardami jenů skončil na sedmém místě v ročních tržbách. Film se také stal prvním původním anime filmem (nikoliv kompilačním), jenž byl v Japonsku promítán ve formátu Dolby Cinema. Společnost Filmarks, zabývající se recenzemi a průzkumy, udělila filmu nejvyšší hodnocení ve spokojenosti publika za rok 2020.

### Ocenění a nominace
| Rok  | Ocenění                        | Kategorie                                          | Nominovaný              | Výsledek  | Zdroje |
| ---- | ------------------------------ | -------------------------------------------------- | ----------------------- | --------- | ------ |
| 2014 | Kyoto Animation Award          | Nejlepší román                                     | Violet Evergarden       | vítězství | [ 3 ]  |
| 2019 | Crunchyroll Anime Awards       | Anime roku                                         | Violet Evergarden       | nominace  | [ 43 ] |
| 2019 | Crunchyroll Anime Awards       | Nejlepší animace                                   | Violet Evergarden       | vítězství | [ 43 ] |
| 2019 | Crunchyroll Anime Awards       | Nejlepší protagonista                              | Violet Evergarden       | nominace  | [ 43 ] |
| 2019 | Crunchyroll Anime Awards       | Nejlepší režie                                     | Taiči Išidate           | nominace  | [ 43 ] |
| 2019 | Crunchyroll Anime Awards       | Nejlepší design postav                             | Akiko Takase            | nominace  | [ 43 ] |
| 2019 | Crunchyroll Anime Awards       | Nejlepší dabérský výkon (v angličtině)             | Erika Harlacher         | nominace  | [ 43 ] |
| 2020 | Tokyo Anime Awards Festival    | Nejlepší výtvarný režisér                          | Mikiko Watanabe         | vítězství |        |
| 2021 | Mainichi Film Awards           | Nejlepší animovaný film                            | Violet Evergarden: film | nominace  | [ 44 ] |
| 2021 | Filmová cena Japonské akademie | Excelentní anime roku                              | Violet Evergarden: film | vítězství | [ 45 ] |
| 2021 | Filmová cena Japonské akademie | Anime roku                                         | Violet Evergarden: film | nominace  | [ 46 ] |
| 2021 | Tokyo Anime Awards Festival    | Hlavní cena za nejlepší celovečerní animovaný film | Violet Evergarden: film | vítězství | [ 47 ] |
| 2021 | Tokyo Anime Awards Festival    | Nejlepší výtvarný režisér                          | Mikiko Watanabe         | vítězství | [ 47 ] |
| 2021 | Tokyo Anime Awards Festival    | Nejlepší původní scénář                            | Reiko Jošida            | vítězství | [ 47 ] |
| 2021 | Seijú Awards                   | Nejlepší herečka v hlavní roli                     | Jui Išikawa             | vítězství | [ 48 ] |
| 2021 | Kyoto Digital Amusement Award  | Hlavní cena                                        | Violet Evergarden: film | vítězství | [ 49 ] |
| 2021 | Japan Media Arts Festival      | Excelentní cena za animaci                         | Violet Evergarden: film | vítězství | [ 50 ] |
| 2021 | Japan Media Arts Festival      | Hlavní cena za animaci                             | Violet Evergarden: film | nominace  | [ 50 ] |